# Woodwell Climate Research Center
Le Woodwell Climate Research Center (en français Centre de recherche sur le climat de Woodwell), anciennement connu sous le nom de Woods Hole Research Center (WHRC) jusqu'en août 2020, est une organisation de recherche scientifique qui étudie les effets du changement climatique et les solutions associées. Le Centre international pour la gouvernance climatique a désigné le WHRC comme le meilleur groupe de réflexion mondial sur le changement climatique en 2013, 2014, 2015 et 2016.
Woodwell Climate mène des recherches sur les causes et les effets du changement climatique dans les régions tropicales, l'Arctique et l'Amérique du Nord. Le Centre conçoit tous ses travaux pour éclairer les politiques ou répondre aux questions politiques,, et est composé de cinq unités principales : Arctique, Carbone, Risque, Tropiques et Eau.

## Historique
Le centre de recherche de Woods Hole est créé en 1985 à Woods Hole, dans le Massachusetts, par George Woodwell. Il constitue l'une des premières organisations destinées à la lutte contre le changement climatique mondial et Woodwell a témoigné devant le Congrès en 1986 sur les dangers de l'élévation du niveau de la mer et du réchauffement climatique.
Le plan d'élaboration de la Convention-cadre des Nations unies sur les changements climatiques est rédigé au Centre de recherche de Woods Hole à la fin des années 1980 par Woodwell et Kilaparti Ramakrishna. En 2005, le Dr John Holdren en devient le directeur et continue à diriger l'organisation jusqu'à ce qu'il soit nommé conseiller scientifique du président Obama en 2009. Il revient au WHRC en tant que conseiller principal en 2017 après le départ du président Obama.
En 2020, le Centre est renommé Woodwell Climate Research Center pour honorer son fondateur, George Woodwell.
Le président actuel de l'organisation est le Dr Robert Max Holmes, un spécialiste des sciences de la Terre qui a cofondé et dirigé plusieurs réseaux de recherche, notamment le Global Rivers Observatory, l'Arctic Great Rivers Observatory, le Cape Cod Rivers Observatory et Science on the Fly, une initiative qui unit les communautés de la pêche à la mouche et des sciences pour étudier et protéger les rivières du monde entier,. Le Woodwell Climate compte environ 120 employés.

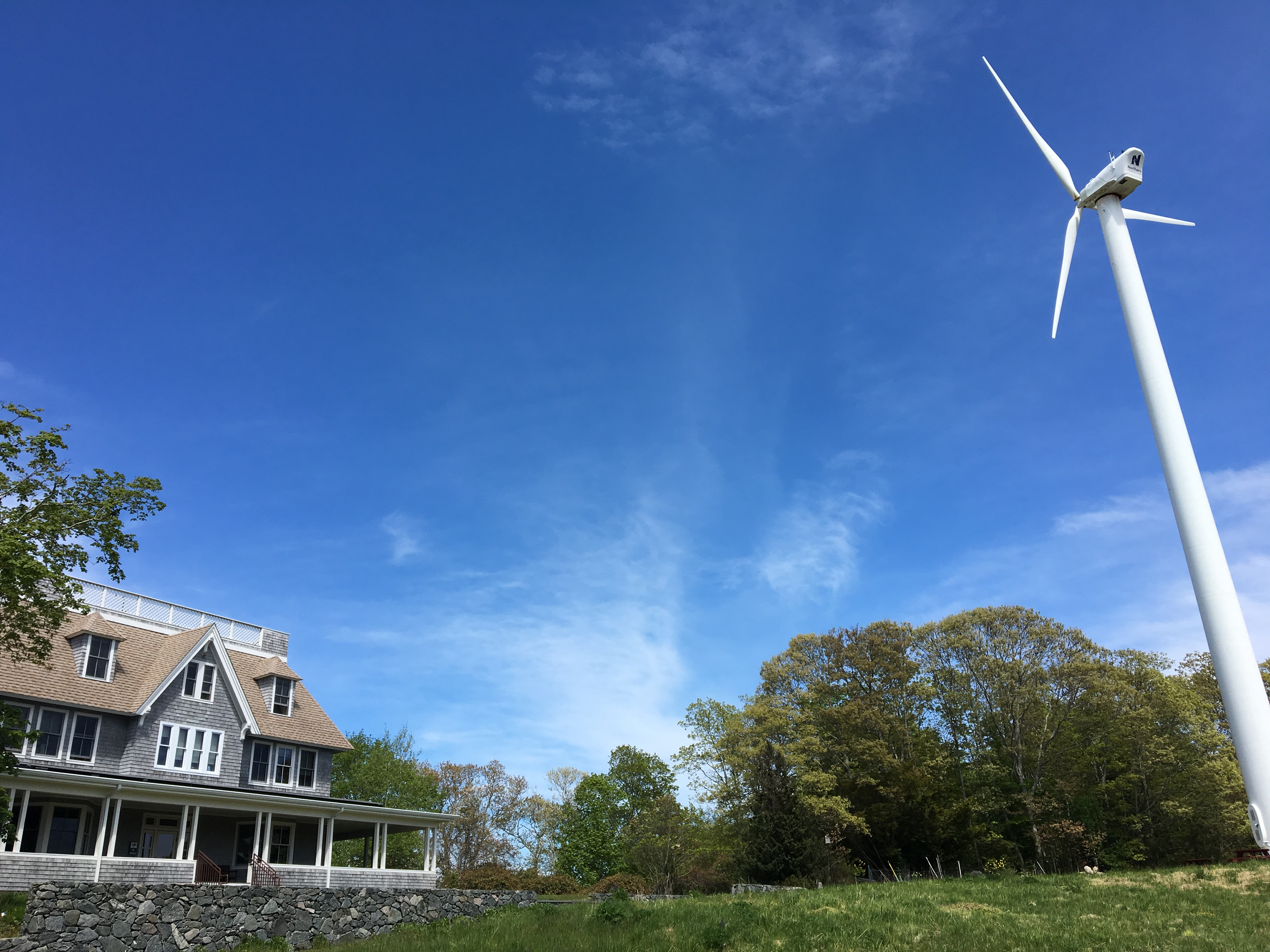
Le siège du Woodwell Climate Research Center à Falmouth

Le campus Gilman Ordway du Centre, situé à Cape Cod dans la ville de Falmouth, est achevé en 2003. Le campus dispose entre autres de systèmes d'énergie photovoltaïque sur les toits.
En 2023, le centre Woodwell reçoit une subvention et une bourse de 5 millions de dollars de Google.org, la branche philanthropique de Google, pour développer une ressource en libre accès qui utilisera les données satellite et l'intelligence artificielle afin de suivre le dégel du pergélisol arctique en temps quasi réel.

## Prix
Le Centre international pour la gouvernance climatique a désigné Woodwell comme étant le meilleur groupe de réflexion mondial sur le changement climatique pendant quatre années consécutives : 2013, 2014, 2015 et 2016. Le prix est fondé sur des données quantitatives et analytiques, y compris les activités, les publications et la diffusion.